# Charlotte Gilmartin
Charlotte Gilmartin (née le 7 mars 1990 à Redditch) est une patineuse de vitesse sur piste courte britannique.

## Biographie
À l'anniversaire d'une amie, en 2001, elles vont à la patinoire, où un entraîneur est présent et la remarque. Elle rejoint le Mohawks Ice Racing Club de Solihull.
Elle a épousé le patineur britannique Ian Upcott. Elle est entraînée par Jon Eley.

## Carrière

### Jeux olympiques de Sotchi
Pendant les qualifications aux Jeux olympiques, elle tremble tellement fort sur la ligne de départ que le starter de la course se moque d'elle. Elle décide de se concentrer sur sa gestion du stress et de retrouver le plaisir de patiner avant de reprendre la compétition.
Elle arrive 16e au 500 mètres à Sotchi.

### Jeux olympiques de Pyeongchang
La Coupe du monde de short-track 2017-2018, en quatre manches, fait office de qualifications pour le patinage de vitesse sur piste courte aux Jeux olympiques de 2018.
À la première manche de la Coupe du monde, à Budapest, elle arrive 13e au 1 500 mètres et onzième au 500 mètres. À la deuxième manche de la Coupe du monde, en octobre 2017 à Dordrecht, elle arrive septième du 1 000 mètres. Elle arrive quinzième au 1 500 mètres. Elle finit onzième au 500 mètres. À la troisième et avant-dernière manche de la Coupe du monde, en novembre 2017 à Shanghai, elle est disqualifiée en finale B du 1 500 mètres et finit donc douzième. Elle arrive 19e au 1 000 mètres.